# Denis Michailowitsch Archipow
Denis Michailowitsch Archipow (russisch Денис Михайлович Архипов; * 19. Mai 1979 in Kasan, Russische SFSR) ist ein ehemaliger russischer Eishockeyspieler. Im Laufe seiner Karriere war er unter anderem für Neftechimik Nischnekamsk, Atlant Mytischtschi und Ak Bars Kasan in der Kontinentalen Hockey-Liga respektive russischen Superliga sowie für die Nashville Predators und Chicago Blackhawks in der National Hockey League aktiv.

## Karriere
Denis Archipow begann seine Karriere als Eishockeyspieler bei Ak Bars Kasan, für die er von 1996 bis 2000 in der russischen Superliga aktiv war, und mit denen er 1998 Russischer Meister wurde. Zudem wurde er im NHL Entry Draft 1998 in der dritten Runde als insgesamt 60. Spieler von den Nashville Predators und beim CHL Import Draft desselben Jahres von den Plymouth Whalers in der ersten Runde an 35. Stelle ausgewählt.
Im Sommer 2000 wechselte der Russe nach Nordamerika und gab für die Predators in der Saison 2000/01 sein Debüt in der National Hockey League. Den Lockout in der NHL-Saison 2004/05 überbrückte der Angreifer in seiner russischen Heimat bei seinem Ex-Klub in Kasan. Auch anschließend blieb der Linksschütze in Russland, wo er einen Vertrag bei Chimik Moskowskaja Oblast erhielt. Nachdem er während der Saison 2006/07 für die Chicago Blackhawks in der National Hockey League auf dem Eis stand, kehrte Archipow erneut zu Ak Bars Kasan zurück, mit denen er anschließend 2008 den IIHF Continental Cup gewann, ehe er im Sommer 2008 von Atlant Mytischtschi aus der neugegründeten Kontinentalen Hockey-Liga verpflichtet wurde. 2009 wechselte er zum Ligarivalen Neftechimik Nischnekamsk, für den er bis zum Ende der Saison 2011/12 aktiv war.
Im Juli 2012 erhielt er zunächst einen Vertrag beim HK ZSKA Moskau, verließ diesen aber im Oktober des gleichen Jahres und wurde von Torpedo Nischni Nowgorod verpflichtet, wo er im Laufe der Saison seine Karriere beendete.

### International
Für Russland nahm Archipow an der U20-Junioren-Weltmeisterschaft 1999 sowie den Weltmeisterschaften 2003 und 2006 teil. Bei der U20-Junioren-Weltmeisterschaft 1999 gewann er mit seiner Mannschaft die Goldmedaille.

## Erfolge und Auszeichnungen
- 1998 Silbermedaille bei der Junioren-Weltmeisterschaft
- 1998 Russischer Meister mit Ak Bars Kasan
- 1999 Goldmedaille bei der U20-Junioren-Weltmeisterschaft
- 2008 IIHF-Continental-Cup-Gewinn mit Ak Bars Kasan

## Statistik
(Stand: Ende der Saison 2012/13)